# Peerless (Cleveland)

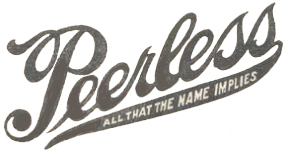
Peerless'logo in gebruik in 1908.

Peerless Motor Car Corporation was een Amerikaanse autobouwer die werd opgericht in Cleveland (Ohio) in 1900. In 1931 trok Peerless zich terug uit de automobielindustrie na een jarenlange neergang. Het bedrijf werd omgevormd tot een brouwerij en ging het Carling Black Label-bier brouwen. Peerless was een producent van kwalitatieve met precisie gebouwde luxe-auto's.

## Geschiedenis

### Het begin
De Peerless Company produceerde oorspronkelijk mangels en fietsen, maar begon in 1900 ook auto's te bouwen. De eerste waren gemotoriseerde karren die onder licentie van het Franse De Dion-Bouton werden gemaakt. Daarna werd Peerless bekend als een innovator in de auto-industrie. Het was de eerste Amerikaanse constructeur die de FR layout toepaste. Na de eencilinder van de Motorette werd in 1904 een viercilinder ontwikkeld.
Ter promotie nam Peerless de bekende racepiloot Barry Oldfield aan om Peerless'racewagens te besturen. Die eerste racewagen was in 1904 gebouwd en had 60 pk. De auto kreeg al snel de bijnaam Groene Draak. In de racerij toonde het merk de duurzaamheid van haar producten aan en Oldfield zette verschillende wereldsnelheidsrecords neer. Peerless werd hierdoor een respectabele naam in de autosector. Later werden verschillende Groene Draken bijgemaakt om gecrashte voorgangers te vervangen.

### Een topmerk

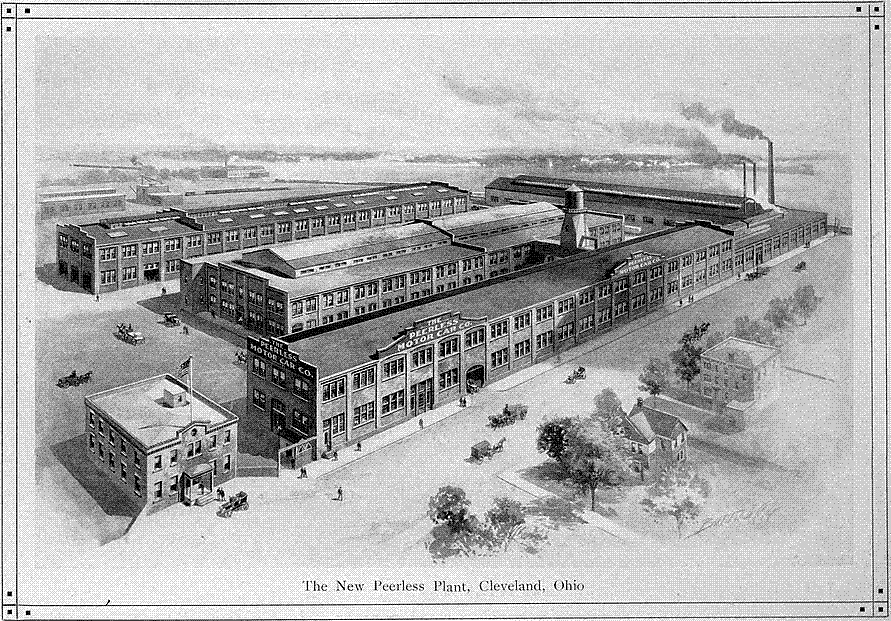
De Peerless-fabriek in Cleveland in de jaren 1910.

Tegen 1906 begon Peerless haar producten te positioneren als luxe-auto's. Het merk bouwde 1176 auto's dat jaar en in 1907 kregen de auto's een 6-cilindermotor. Ze werden geadverteerd met de slogan All that the name implies (Al wat de naam inhoudt). Het zijn van een luxemerk betekende dat de auto's duur waren en enkel voor de rijken bestemd. Dit waren de hoogdagen van het merk dat toen samen met Packard en Pierce-Arrow gekend was als The three P's of Motordom. Oldfield en de Groene Draak verdwenen al snel.

### De achteruitgang

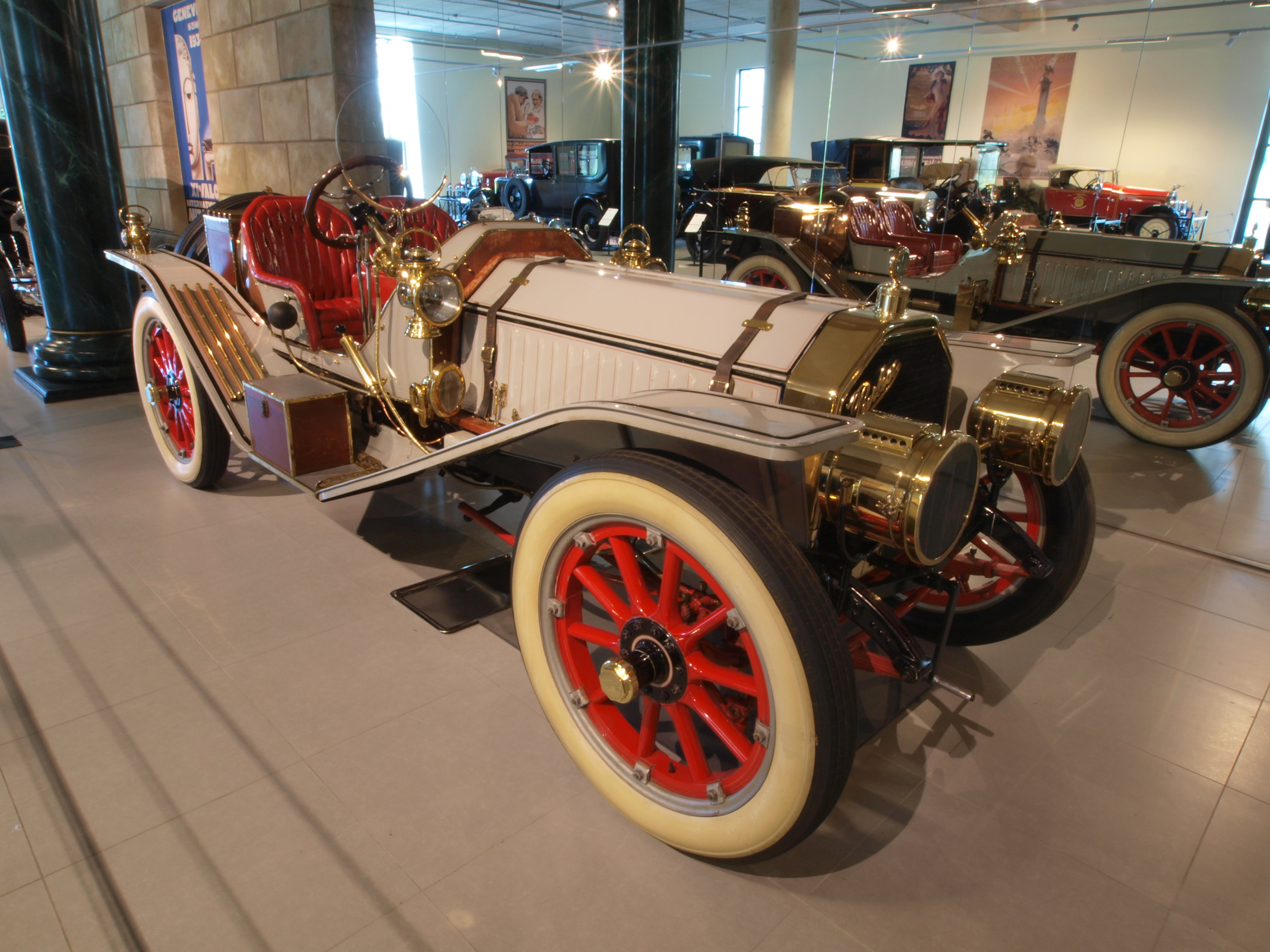
Een Peerless Model 32 uit 1911 in het Louwman Museum.

Daar waar Peerless in het begin bekendstond als een vernieuwer begon dit in de jaren 1910 en -1920 te stagneren. Tot ongeveer 1915 stond het merk bekend om haar mechanische precisie. Belangrijke mechanische onderdelen werden gemaakt van een zeer duurzame chroom-nikkel legering. De kwaliteit begon achteruit te gaan en uiteindelijk zakte Peerless af naar lagere marktsegmenten. In 1924 werd de slogan toepasselijk veranderd in Now Theres a Peerless for Everyone (nu is er een Peerless voor iedereen). Gedurende de jaren 1920 produceerde het bedrijf conservatieve modellen die gemakkelijk tien jaar meegingen. Bestaande Peerless-eigenaars hielden vast aan hun goed werkende auto en nieuwe potentiële klanten zochten hun luxewagen bij LaSalle of Packard.

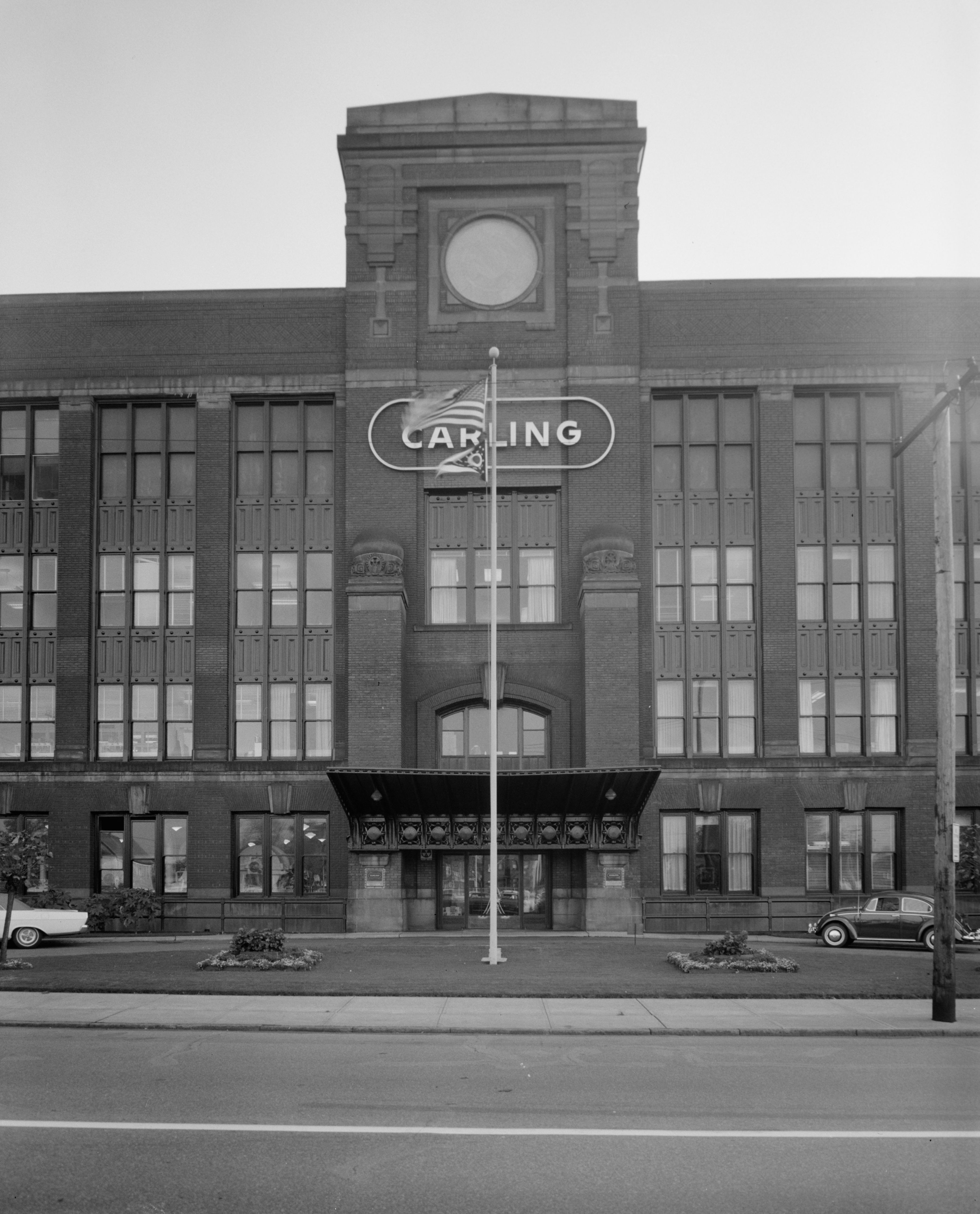
De voorgevel van de fabriek in 1965, in de periode dat er bier werd gebrouwen.

### Het einde
Zoals vele andere Amerikaanse (luxe)autobouwers was de Grote Depressie te veel voor Peerless. Het bedrijf bouwde haar laatste auto in juni 1931. Sommige van de laatste exemplaren werden nog voor modeljaar 1932 verkocht. In 1930 had Peerless nog Murphy Body Works uit Pasadena (Californië) ingehuurd om een nieuw model voor 1933 te ontwerpen. De auto werd ontworpen door de toen nog jonge Frank Hershey. Hershey zou later een zeer bekende auto-ontwerper worden. Voor Peerless tekende hij een elegant koetswerk met zuivere lijnen. Het prototype werd aangedreven door Peerless'geplande V16-motor. Vlak voor het naar Cleveland werd gestuurd besliste Peerless zich terug te trekken uit de automobielsector. In de plaats ging het bedrijf Black Label-bier brouwen, wat het bleef doen tot in de jaren 1970.

### Epiloog
Het prototype van Hershey werd tot het einde van de Tweede Wereldoorlog bewaard in de fabriek in Cleveland. Vandaag is het eigendom van het plaatselijke Crawford Auto-Aviation Museum.

## Modellen

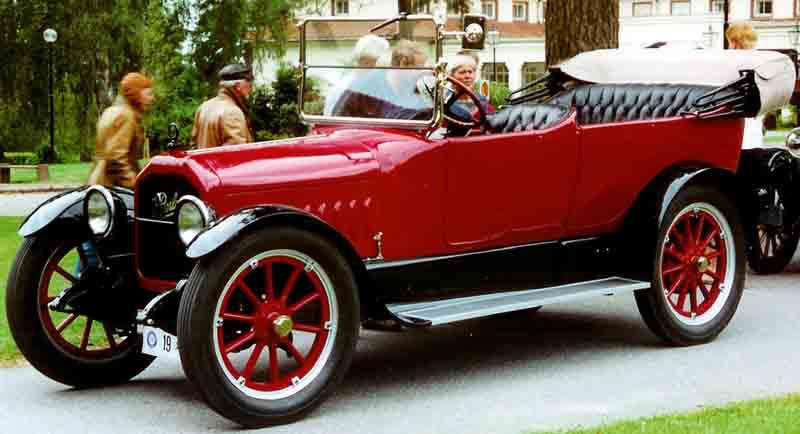
Peerless Model 56 uit 1917.

Een overzicht van Peerless'modellen. De lijst is mogelijk onvolledig.
| Periode   | Model              |  | Periode   | Model              |
| --------- | ------------------ |  | --------- | ------------------ |
| 1900-1904 | Peerless Motorette |  | 1916-1922 | Peerless Model 56  |
| 1904-1905 | Peerless Type 7    |  | 1923-1924 | Peerless Model 66  |
| 1905-?    | Peerless Model 9   |  | 1925-?    | Peerless Model 67  |
| 1906-?    | Peerless Model 15  |  | 1925-1926 | Peerless Model 70  |
| 1907-?    | Peerless Model 14  |  | 1926-1929 | Peerless Model 69  |
| 1908-?    | Peerless Model 18  |  | 1927-?    | Peerless Model 72  |
| 1909-?    | Peerless Model 17  |  | 1928-?    | Peerless Model 80  |
| 1909-?    | Peerless Model 19  |  | 1928-1929 | Peerless Model 91  |
| 1909-?    | Peerless Model 25  |  | 1929-1930 | Peerless Model 125 |
| 1910-?    | Peerless Model 27  |  | 1929-?    | Peerless Model 61  |
| 1912-1915 | Peerless Model 48  |  | 1929-?    | Peerless Model 81  |
| 1914-?    | Peerless Model 60  |  | 1930-1931 | Peerless Custom 8  |